# Uncastillo (kommunhuvudort)
Uncastillo är en kommunhuvudort i Spanien.   Den ligger i provinsen Provincia de Zaragoza och regionen Aragonien, i den nordöstra delen av landet, 300 km nordost om huvudstaden Madrid. Uncastillo ligger 614 meter över havet och antalet invånare är 852.
Terrängen runt Uncastillo är kuperad norrut, men söderut är den platt. Runt Uncastillo är det mycket glesbefolkat, med 3 invånare per kvadratkilometer. Närmaste större samhälle är Sádaba, 14,4 km sydväst om Uncastillo. 